# Maija Vilkkumaa

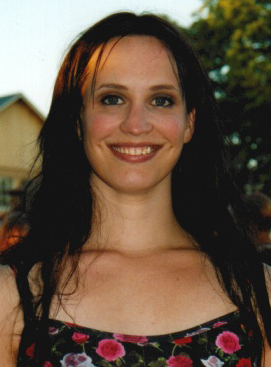
Maija Vilkkumaa

Maija Johanna Vilkkumaa (* 9. November 1973 in Helsinki) ist eine finnische Sängerin, Komponistin und Dichterin.

## Diskografie

### Alben
| Jahr | Titel                       | Höchstplatzierung, Gesamtwochen, AuszeichnungChartsChartplatzierungen (Jahr, Titel, Platzierungen, Wochen, Auszeichnungen, Anmerkungen) | Anmerkungen                                                 |
| Jahr | Titel                       | FI | Anmerkungen                                                 |
| ---- | --------------------------- | --- | ----------------------------------------------------------- |
| 1999 | Pitkä ihana leikki          | FI3 Gold · (29 Wo.)FI | Erstveröffentlichung: 23. August 1999                       |
| 2001 | Meikit, ketjut ja vyöt      | FI1 Platin · (26 Wo.)FI | Erstveröffentlichung: 16. April 2001                        |
| 2003 | Ei                          | FI1 ×2Doppelplatin · (57 Wo.)FI | Erstveröffentlichung: 7. März 2003                          |
| 2005 | Se ei olekaan niin          | FI1 Platin · (26 Wo.)FI | Erstveröffentlichung: 13. April 2005                        |
| 2006 | Totuutta ja tehtävää        | FI4 Gold · (12 Wo.)FI | Erstveröffentlichung: 8. November 2006                      |
| 2007 | Ilta savoyssa               | FI12 (8 Wo.)FI | Erstveröffentlichung: 13. Juni 2006 Live-Album der T+T-Tour |
| 2008 | Superpallo                  | FI1 Gold · (16 Wo.)FI | Erstveröffentlichung: 29. September 2008                    |
| 2010 | Kunnes joet muuttaa suuntaa | FI1 Gold · (27 Wo.)FI | Erstveröffentlichung: 19. April 2010                        |
| 2015 | Aja!                        | FI7 (9 Wo.)FI | Erstveröffentlichung: 18. September 2015                    |
| 2017 | Joku muu, mikä              | FI38 (1 Wo.)FI | Erstveröffentlichung: 13. Oktober 2017 EP                   |
| 2019 | Maija! Hitit 1999-2019      | FI20 (1 Wo.)FI | Erstveröffentlichung: 8. März 2019 Best-of-Album            |
| 2022 | 1973                        | FI2 (1 Wo.)FI | Erstveröffentlichung: 7. Oktober 2022                       |

### Singles
| Jahr | Titel Album                             | Höchstplatzierung, Gesamtwochen, AuszeichnungChartsChartplatzierungen (Jahr, Titel, Album, Platzierungen, Wochen, Auszeichnungen, Anmerkungen) | Anmerkungen |
| Jahr | Titel Album                             | FI | Anmerkungen |
| ---- | --------------------------------------- | --- | ----------- |
| 1999 | Satumaa-tango Pitkä ihana leikki        | FI7 (2 Wo.)FI |             |
| 1999 | Salaa Pitkä ihana leikki                | FI11 (1 Wo.)FI |             |
| 1999 | Hiuksissa hiekkaa Pitkä ihana leikki    | FI16 (1 Wo.)FI |             |
| 2003 | Ei                                      | FI3 (5 Wo.)FI |             |
| 2003 | Mun elämä Ei                            | FI5 (7 Wo.)FI |             |
| 2006 | Hei tie Totuutta ja tehtävää            | FI1 (3 Wo.)FI |             |
| 2008 | Suojatiellä Superpallo                  | FI10 (2 Wo.)FI |             |
| 2010 | Lottovoitto Kunnes joet muuttaa suuntaa | FI15 (5 Wo.)FI |             |